# György Bartal

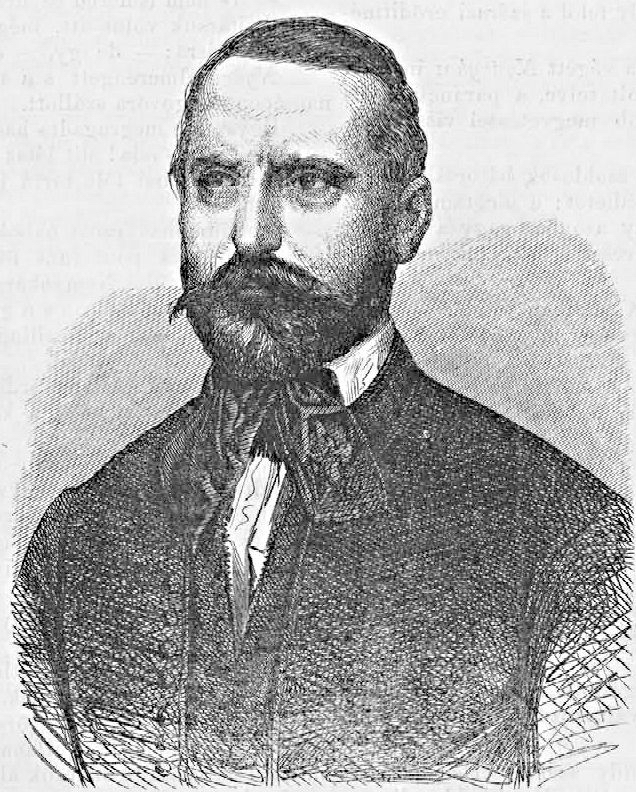
György Bartal, 1862

György Bartal von Beleháza und Ethrekarcha (* 20. September 1820 in Etrekarcsa, Komitat Pressburg; † 25. Oktober 1875 in Fadd, Komitat Tolna) war ein ungarischer Politiker und Minister für Ackerbau, Industrie und Handel.

## Leben
Nach dem Besuch des Wiener Theresianums wurde Bartal Notar im Komitat Tolna. 1842 erlangte er das Advokatendiploms und bereiste Österreich, Böhmen, Deutschland sowie die Niederlande und wurde 1848 Abgeordneter für den Wahlbezirk Pincehely im ungarischen Landtag. Bartal war zur Zeit der Ungarischen Revolution 1848/49 unter Ministerpräsident Bertalan Szemere Sektionsrat im Finanzministerium und war bei den Kapitulationsverhandlungen Abgesandter der ungarischen Regierung. Wenig später wurde er des Hochverrats angeklagt und in Pest interniert, von wo er jedoch nach zwei Monaten wieder frei kam. Nachdem Bartal gut zehn Jahre zurückgezogen auf seinem Gut in Fadd lebte, wurde er 1861 Vizegespan des Komitats Tolna und erneut Landtagsabgeordneter. Mit dem Österreichisch-Ungarischen Ausgleich 1867 wurde Bartal Mitglied in der Deák-Partei. Von März 1874 an war er bis zu dessen Rücktritt knapp ein Jahr später Minister für Ackerbau, Industrie und Handel im Kabinett von Ministerpräsident István Bittó. Bei den Wahlen 1875 wurde er zum Reichstagsabgeordneten für den oberen Wahlbezirk des Distrikts Kővár gewählt, starb jedoch noch im selben Jahr.